# Girls Make Games
Girls Make Games — американская организация, основанная в 2014 году, целью которой является поддержка и поощрение девочек к карьере в индустрии видеоигр. Организация проводит ежегодные летние лагеря, открытые для молодых девушек, где они учатся разрабатывать и создавать видеоигры.

## История
Girls Make Games была основана в 2014 году Лайлой Шабир и её мужем. Шабир переехала из Объединённых Арабских Эмиратов в США, чтобы учиться в Массачусетском технологическом институте, где она заново открыла для себя положительное влияние, которое могут иметь видеоигры. После открытия студии по разработке игр под названием LearnDistrict, специализирующейся на образовательных играх, и обнаружения того, что подавляющее большинство соискателей были мужчинами, пара решила развивать инициативы по решению проблемы нехватки женщин в отрасли. Шабир написала твит, в котором предлагала идею летнего лагеря для девочек, получив благодаря ему значительную поддержку, в том числе со стороны таких разработчиков, как Тим Шейфер. Первый лагерь для девочек проводился в Музее компьютерной истории, и Шабир обнаружила, что в Соединённых Штатах быстро возникла потребность в новых подобных лагерях. В течение нескольких месяцев было запланировано проведение ещё 14 лагерей. В Канаде первый лагерь прошёл в 2018 году.
В течение первого года существования организации она пользовалась поддержкой таких компаний, как Google и Intel, а в 2015 году запустила кампанию Indiegogo по финансированию стипендиальных программ для девочек, которые не могли оплатить своё обучение. Компании-разработчики игр, включая Riot Games, BioWare и Double Fine, организовали экскурсии для участников лагеря. В 2018 году Google Play в партнёрстве с организацией провела конкурс игрового дизайна со стипендией колледжа.
Изначально Girls Make Games была программой, управляемой LearnDistrict, но позже превратилась в отдельную организацию.
Шабир говорит, что её конечная цель в организации — сделать её устаревшей с приходом в игровую индустрию значительной части женщин. В 2018 году Шабир получила награду «визионера» от Entertainment Software Association.
В 2017 году, после того как художница Naughty Dog Александрия Неонакис опубликовала серию твитов о преследованиях, которым подвергались она и другие разработчики видеоигр, особенно со стороны нетолерантных сообществ в Интернете, она и другие разработчики в ответ пожертвовали тысячи долларов для Girls Make Games.

## Инициативы
Girls Make Games организует и поддерживает летние лагеря, семинары и игровые площадки по всему миру. Организация также публикует ресурсы и информацию для родителей и учителей о карьере в игровой индустрии и организует стипендии для молодых женщин, которые начинают работать в этой индустрии.

## Летние лагеря
Организация управляет летними лагерями в США, Канаде и Австралии и стремится к глобальному расширению, проводя отдельные мероприятия в других местах, включая Лондон. Летние лагеря длятся три недели и помогают группам девочек от 8 до 17 лет создать видеоигру. В первый день лагеря участники играют в различные инди-игры, что позволяет организаторам объединять их в группы в зависимости от их интересов. В конце трёхнедельного периода участники играют и тестируют игры друг друга, и каждая группа представляет свою готовую игру группе экспертов. Во время лагеря отличницы могут выиграть призы, например, мягкие игрушки.
В 2014 году первая победившая группа — The Negatives — успешно профинансировала свою игру The Hole Story через Kickstarter, собрав более 31 000 долларов США. При поддержке LearnDistrict игра была выпущена в 2015 году. Победителем второго года стала группа Interfectorem, которая также получила финансирование через Kickstarter.
Летние лагеря часто проводятся компаниями по разработке видеоигр, а мероприятия проводятся на Nintendo, Xbox, PlayStation и Zynga. Участвующие организации помогают финансировать мероприятие, в том числе предлагают стипендии для участниц. Girls Make Games также предоставляют бесплатный маршрут и учебное пособие для проведения неофициальных семинаров.
К 2019 году более 6000 девочек посетили летний лагерь или семинар Girls Make Games.